# Monti Pare
I Monti Pare (in inglese Pare Mountains) sono un gruppo montuoso situato nelle regioni nord orientali della Tanzania, a nord ovest dei monti Usambara e nella regione del Kilimanjaro. Fanno parte della catena montuosa dei Monti dell'Arco Orientale. Arrivano fino ai 2463 m dello Shengena Peak.
Il popolo Pare vive in quest'area.
La zona è di difficile accessibilità in auto a causa del terreno accidentato. Nonostante ciò, si tratta di un luogo apprezzato dai birdwatcher grazie alla ricchezza di specie quali Buteo oreophilus, Pogoniulus leucomystax e Pseudoalcippe abyssinica.